# Virú
Virú es una ciudad peruana, capital del distrito y la provincia homónimos en el departamento de La Libertad. Está ubicada en el valle del río Virú en la Costa Norte del país. 
Virú a partir de los años 1990 del siglo XX ha experimentado fuertes corrientes migratorias de población debido a que está ubicada en un valle productor eminentemente agrícola; actualmente es uno de los polos de desarrollo agroindustrial del departamento.

## Población
Según el censo de 2005, cuenta con 28.825 habitantes.

## Geografía

### Clima
Virú tiene un clima desértico. A lo largo del año, cae poca lluvia en Virú. La ubicación ha sido clasificada como BWh por Köppen-Geiger. Las temperaturas en verano oscilan entre los 33 °C y los 23 °C y en invierno entre los 21 °C y los 13 °C. La temperatura media anual en Virú se encuentra a 18.9 °C. Hay alrededor de precipitaciones de 14 mm. Con ocurrencia del Fenómeno del Niño se registran mayores precipitaciones.
| Parámetros climáticos promedio de Virú                                 | Parámetros climáticos promedio de Virú | Parámetros climáticos promedio de Virú | Parámetros climáticos promedio de Virú | Parámetros climáticos promedio de Virú | Parámetros climáticos promedio de Virú | Parámetros climáticos promedio de Virú | Parámetros climáticos promedio de Virú | Parámetros climáticos promedio de Virú | Parámetros climáticos promedio de Virú | Parámetros climáticos promedio de Virú | Parámetros climáticos promedio de Virú | Parámetros climáticos promedio de Virú | Parámetros climáticos promedio de Virú |
| Mes                                                                    | Ene.                                   | Feb.                                   | Mar.                                   | Abr.                                   | May.                                   | Jun.                                   | Jul.                                   | Ago.                                   | Sep.                                   | Oct.                                   | Nov.                                   | Dic.                                   | Anual                                  |
| ---------------------------------------------------------------------- | -------------------------------------- | -------------------------------------- | -------------------------------------- | -------------------------------------- | -------------------------------------- | -------------------------------------- | -------------------------------------- | -------------------------------------- | -------------------------------------- | -------------------------------------- | -------------------------------------- | -------------------------------------- | -------------------------------------- |
| Temp. máx. abs. (°C)                                                   | 33                                     | 34                                     | 34                                     | 33                                     | 32                                     | 29                                     | 29                                     | 29                                     | 29                                     | 30                                     | 30                                     | 32                                     | 34                                     |
| Temp. máx. media (°C)                                                  | 25.2                                   | 26.0                                   | 26.5                                   | 24.6                                   | 23.3                                   | 21.1                                   | 21.2                                   | 20.3                                   | 20.7                                   | 21.2                                   | 22.1                                   | 23.7                                   | 23                                     |
| Temp. media (°C)                                                       | 20.8                                   | 21.7                                   | 22.2                                   | 20.5                                   | 19.2                                   | 17.4                                   | 17.3                                   | 16.6                                   | 16.9                                   | 17.4                                   | 18.0                                   | 19.2                                   | 18.9                                   |
| Temp. mín. media (°C)                                                  | 16.4                                   | 17.4                                   | 17.9                                   | 16.4                                   | 15.1                                   | 13.8                                   | 13.4                                   | 13.0                                   | 13.2                                   | 13.6                                   | 13.9                                   | 14.8                                   | 14.9                                   |
| Temp. mín. abs. (°C)                                                   | 11                                     | 13                                     | 13                                     | 14                                     | 8                                      | 11                                     | 9                                      | 7                                      | 9                                      | 12                                     | 11                                     | 11                                     | 7                                      |
| Precipitación total (mm)                                               | 3                                      | 3                                      | 3                                      | 1                                      | 0                                      | 0                                      | 0                                      | 1                                      | 0                                      | 1                                      | 1                                      | 1                                      | 14                                     |
| Días de precipitaciones (≥ 1 mm)                                       | 1                                      | 1                                      | 1                                      | 0                                      | 0                                      | 0                                      | 0                                      | 0                                      | 0                                      | 0                                      | 0                                      | 0                                      | 3                                      |
| Fuente: Climate-data.org (http://es.climate-data.org/location/210246/) |                                        |                                        |                                        |                                        |                                        |                                        |                                        |                                        |                                        |                                        |                                        |                                        |                                        |